# Comi Digi +
Comi Digi + (隔月コミデジ+ Komi Deji +?) es una revista japonesa que informa sobre nuevos manga en el género seinen. Se edita en Broccoli, es publicada por Flex Comix y vendida por  Soft Bank Creative. La revista se publica bimensualmente cada día 21. La revista fue publicada por 1.ª vez en abril de 2003, originalmente bajo el nombre de Quarterly Di Gi Charat (季刊デ・ジ・キャラット Kikan De Ji Kyaratto?), después de las series de Di Gi Charat. La revista tuvo un corte y se dejó de publicar en julio de 2004, pero volvió a la luz en octubre de 2004, ahora bajo un nuevo título Comic Di Gi Charat (コミック デ・ジ・キャラット Komikku De Ji Kyaratto?), pero esta vez fue vendida en una edición especial de Comic Rush. El título volvió a cambiar otra vez en octubre de 2005, esta vez de una forma más corta Comi Digi (コミデジ Komi Deji?), y duró por solo 2 números hasta que el título volvió a cambiar por última vez a  Comi Digi + el 21 de abril de 2006.

## Títulos publicados por Comic Digi +
- Chitose ga Iku!
- Chitose Meshi Mase
- CLANNAD
- Gema Gema Gekijō Di Gi Charat
- Ekorōgu 46
- Emiru Miracle
- Fushigi no Kuni no Mint-chan
- Galaxy Angel
- Galaxy Angel 3rd
- GGBG!
- Gokukō Kōshinkyoku
- Hokke Mirin no Hi
- Idol Tantei Akari
- Kamichama Karin +
- Koikyū
- Kon Kon Kokon
- Majiponi!
- Mimitsuki G.A. Double Neko Maid
- Miracle Twin Star
- Piyo Piyo Piyoko-chan
- Princess Concerto
- True Tears
- Yoki Koto Kiku